# 安特克拉—格拉納達高速鐵路

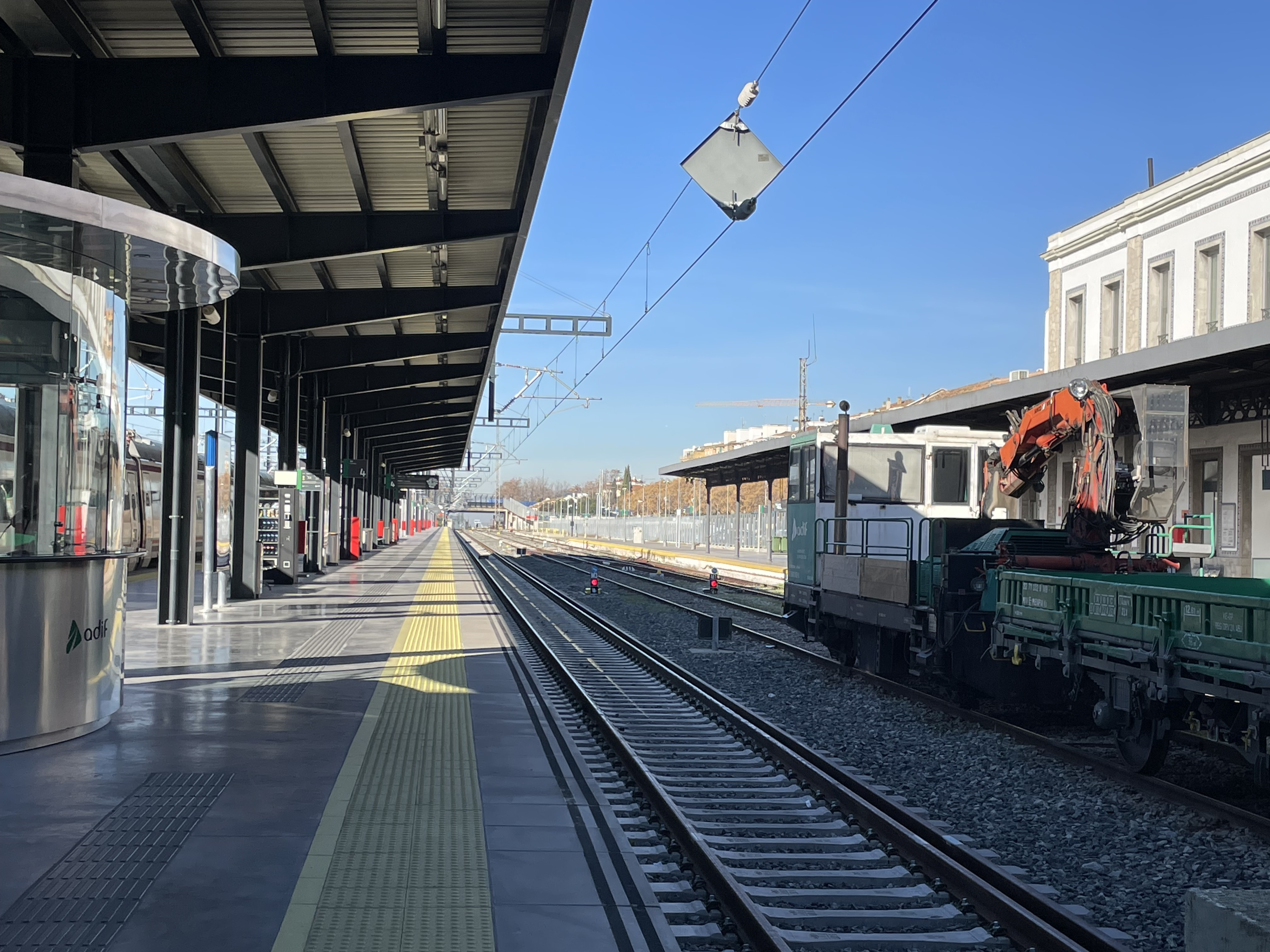
格拉纳达站内的安特克拉－格拉納達高速鐵路正线，可见伊比利亚轨距和标准轨距的骑马轨

安特克拉－格拉納達高速鐵路（西班牙語：Línea de alta velocidad Antequera-Granada）是西班牙的一條高速鐵路線，於2019年通車，將科爾多瓦－馬拉加高速鐵路以支線形式延伸至格拉納達。